# Prizrenski sandžak
Prizrenski sandžak (turski:Prizren Sancağı, albanski:Sanxhaku i Prizrenit) bio je upravna jedinica u Turskom Carstvu. Osnovan je 1455., odmah nakon što je Osmansko Carstvo osvojilo ovo područje od Srpske Despotovine. Središte sandžaka bilo je u gradu Prizrenu.
Prema Osmanskom registru iz 1571. sandžak se sastojao od pet nahija Prizren, Hoča, Žežna, Trgovište i Bihor.
Većina teritorija koje su nekoć pripadale Prizrenskom sandžaku sada pripadaju Kosovu (Prizren i Hoča), Srbiji pripada Žežna koja se nalazi 20 km jugoistočno od Novog Pazara, dok se manji dijelovi sandžaka nalaze u današnoj Crnoj Gori (Bihor i Trgovište u blizini Rožaja).
Godine 1867. godine Prizrenski sandžak spojio se sa sandžakom Dibra i Skadarskim sandžakom te postao dijelom Skadarskog vilajeta. Godine 1871. Prizrenski sandžak postao je dio novoosnovanog Prizrenskog vilajeta. Prizrenski vilajet zajedno sa svojim sandžacima postala je dio Kosovskog vilajeta koji je osnovan 1877. godine, a grad Prizren je postao sjedište novoosnovanog vilajeta.
Do kraja listopada 1912. godine, za vrijeme Prvog balkanskog rata Prizrenski sandžak okupirala je vojska Kraljevine Srbije iz Crne Gore. Na temelju Ugovora iz Londona potpisanog tijekom Londonske konferencije 1915. sandžak je podjeljen između Srbije i Crne Gore.